# Solenosmilia australis
Espèce
Solenosmilia australis est une espèce de coraux de la famille des Caryophylliidae. 

## Description et caractéristiques
L'holotype de Solenosmilia australis> mesure 33 mm de hauteur pour 40 mm de largeur. Il a été péché au large de Cabo Dos Bahías (Province de Chubut) en Argentine à 650 m de profondeur.

## Habitat et répartition
Solenosmilia australis se rencontre dans l'océan Atlantique, au large des côtes argentines et chiliennes, à une profondeur comprise entre 650 et 1 620 m.

## Étymologie
Son nom spécifique, du latin australis, « du sud », fait référence à sa répartition dans l'hémisphère sud.

## Publication originale
- (en) Stephen D. Cairns et Virginia Polonio, « New records of deep-water Scleractinia off Argentina and the Falkland Islands », Zootaxa, Magnolia Press (d), vol. 3691, no 1,‎ 18 juillet 2013, p. 58–86 (ISSN 1175-5334 et 1175-5326, OCLC 49030618, PMID 26167569, DOI 10.11646/ZOOTAXA.3691.1.2).